# Julia Montejo
Julia Montejo Rodríguez (Pamplona, 1972) es escritora, guionista, directora de cine y profesora universitaria.

## Biografía
Nace en Pamplona en 1972. Estudió ballet, piano y canto en el Conservatorio Superior Pablo Sarasate y Ciencias de la Información en la Universidad de Navarra. Completó su formación en guion y dirección audiovisual en la Universidad de California-Los Angeles con una beca de Ampliación de Estudios Artísticos del Gobierno de Navarra.  Se doctoró en 2022 con una tesis interdisciplinar titulada "Hormonas femeninas y creatividad: las escritoras y su percepción de la fisiología y la pulsión creativa” en la Universidad Complutense de Madrid.  Es investigadora en el Proyecto de I+D+i Generación del Conocimiento "CARTOGRAFÍAS VITALES. BIOGRAFÍAS DE AUTORAS Y EDITORAS IBEROAMERICANAS. PRIMERA ESCALA (MAPAS VITALES)" (PID2020-117997GB-I00) del Ministerio de Ciencia e Innovación. También pertenece al grupo de Investigación sobre Cultura, Edición y Literatura en el Ámbito Hispánico (siglos XIX-XXI)-GICELAH del CSIC.  
Trabajó durante ocho años en Los Ángeles (Estados Unidos) como guionista y directora de cine y televisión. Allí escribió y dirigió la película No Turning Back - Sin retorno (2007) con la que consiguió varios premios internacionales y el Premio ALMA a la mejor película latina independiente.  
Su primera novela, Eva desnuda (2005), fue finalista del Premio Plaza y Janés. 
Sus libros se han traducido al francés y al italiano. Ha sido guionista en series españolas como 7 vidas, Mis adorables vecinos, Motivos personales, Cuestión de sexo o Gavilanes, y americanas como Jugar con fuego, la versión de Telemundo de Amores robados (TV Globo 2014), que se estrenó en Netflix en 2019. Ha escrito y dirigido el programa de viajes y humor Pipper en ruta para RTVE. También escribe y dirige el podcast Contando mujeres, financiado por FECYT.   
Sus reportajes y artículos de prensa han aparecido en Ronda Iberia, Excelente, Diario de Navarra, el Diario de Noticias, Público o El País.

## Obra
- Eva desnuda (Finalista premio Plaza y Janés, EDAF, 2006)
- Violetas para Olivia (Martínez Roca, 2011; Booket, 2012; Mondadori, 2012)
- Lo que tengo que contarte (Lumen, 2015)
- Los abrazos oscuros (Lumen, 2016)
- Il segretto delle viole andaluse (Mondadori, 2012)
- Une vie à t’écrire (Les Escales 2017, Pocket 2018)
- Gli abbracci oscur (Harper Collins, 2018)
- Pipper y la misteriosa orden secreta (Alfaguara Juvenil, 2020)
- Pipper y el enigma de los perros desaparecidos (Alfaguara Juvenil 2020)
- Todas esas chicas de zapatos rojos (Huso, 2023)
- Manual para cobardes (Extravertida Editorial, 2024)